# Таня Велманс
Таня Георгиевa Губиделникова-Велманс (на френски: Tania Velmans) е видна френска изкуствоведка и византоложка от български произход.

## Биография
Родена е в София през 1938 г. в семейството на Георги Губиделников – син и Невена Кънчова, дъщеря на политика и учен географ Васил Кънчов. Губиделников-син е генерален директор на Българската търговска банка между 1914 и 1947 г. След окупацията на Царство България от Червената армия и идването на власт на правителството на Отечествения фронт е хвърлен в затвора. Таня се омъжва за френски дипломат, но едва след години успява да емигрира във Франция. През 1961 г. се установява в Париж.
В Париж следва история на изкуството при видния византолог Андрей Грабар в École pratique des hautes études. Завършва през 1964 г., след което е сътрудничка в Centre national de la recherche scientifique, чийто директор става по-късно. През 1974 г. защитава докторска дисертация в Сорбоната на тема La peinture murale byzantine à la fin du Moyen Age в Сорбоната. В началото на 1970-те години и българските учени започват официално да сътрудничат с нея.
От 1979 г. издава заедно с Грабар престижното списание Cahier archéologique, а след неговата смърт (през 1990 година) поема неговото управление до 1996 г. Велманс издава периодиката Cahiers Balkaniques. Histoire de l’Art. Умира в края на 2022 година.
Носител е на френския Орден за изкуство и литература.

## Избрани трудове
Таня Велманс е авторка и съавторка на множество научни публикации и книги, повечето писани на френски език.
- La peinture murale byzantine à la fin du Moyen Age, Klincksieck, Paris 1977 (дисертация)
- La peinture du Moyen Age en Yougoslavie: Serbie, Macédoine et Monténégro / Gabriel Millet, Paris: De Boccard, 1954 – 1969, texte et présentation par Tania Velmans
- Tania Velmans. Préface par André Grabar, Le Tétraévangile de la Laurentienne: Florence, Laur. VI. 23, Paris: Klincksieck, 1971
- Adeline Cacan de Bissy, Tania Velmans, L. Prachkov, Icones bulgares: IX-XIXe siècle; Musée du Petit Palais, 16.3.-13.6.1976, Paris 1976 (каталог)
- La peinture murale byzantine à la fin du Moyen Age, Paris: Klincksieck, 1977
- Tania Velmans, Ljuben Praškov, Bulgaarse Ikonen van de IXe tot de XIXe eeuw: 26.11.1977 – 12.2.1978, Koninklijke Musea voor Kunst en Geschiedenis, Brussel 1977 (каталог)
- La représentation du temps dans la peinture byzantine, 1989
- Tania Velmans; Adriano Alpago Novello, L'arte della Georgia: affreschi e architetture – 1. ed. italiana, Milano: Jaca Book, 1996 ISBN 88-16-60192-2
- Byzanz, Fresken und Mosaike. BENZIGER Zürich 1999
- Tania Velmans, Vojislav Korac, Marica Suput, Rayonnement de Byzance. L'art chrétien d'Orient, iconographie et architecture. Editions Desclée de Brouwer, Paris 1999 ISBN 2220046281
- Le grand livre des icônes. Des origines à la chute de Byzance, Hazan ISBN 2850258415
- L'art médiéval de l'Orient chrétien: recueil d'études – 2. éd. rev. et augm. Sofia: Éditions LIK [u.a.], 2002 ISBN 954-607-475-6
- Il viaggio dell'icona dalle origini alla caduta di Bisanzio / a cura di Tania Velmans. Elka Bakalova ... – 1. ed. ital. Milano: Jaca Book, 2002 ISBN 88-16-60283-X
- La Fabuleuse Histoire de l'icône, Le Rocher, 2005 ISBN 2268056228 = Ikonen. Ursprung und Bedeutung. Belser 2002 ISBN 3-7630-2405-0
- L'art de la Méditerranée. Renaissances en Orient et en Occident, 1250-1490, Le Rouergue 2003 ISBN 2841565084
- Carbonell, Eduard / Cassanelli, Roberto / Velmans, Tania (Hrsg.): Das Zeitalter der Renaissance. Kunst, Kultur und Geschichte im Mittelmeerraum. Konrad Theiss Verlag, Stuttgart 2003
- Τάνια Βέλµανς, Βυζάντιο: Τέχνη και διακόσµηση (Byzantium: Art and Decoration), Αθήνα: ΕΚ∆., ΚΑΡΑΚΩΤΣΟΓΛΟΥ, 2004 ISBN 960-7227-90-7